# گمینا دوماراز
گمینا دوماراز (به لهستانی:  Gmina Domaradz) یک گمینا در لهستان است که در شهرستان بژوزوف واقع شده‌است. گمینا دوماراز ۵۶٫۷۲ کیلومتر مربع مساحت و ۶٬۰۵۹ نفر جمعیت دارد.